# 태사향
태사향(太史享, 생몰년 미상)은 중국 삼국 시대 오나라의 장수로 자는 원복(元復)이다. 태사자의 아들이다.

## 행적
태사향은 부친 태사자가 병들어 죽고 나서 장성한 후, 오의 장수로서 일했으며 관직은 상서, 오군태수를 거쳐 월기교위(越騎校尉)까지 지냈다. 삼국지연의에 따르면, 태사자가 합비에서 전사했기 때문에 손권(孫權)이 태사향을 데려다 키웠다고 하지만 이것은 사실과 다르다.